# Minimalismo sacro
Minimalismo sacro, minimalismo místico o minimalismo espiritual son términos utilizados para describir los trabajos musicales de un grupo de compositores de música clásica de finales del siglo XX. Las composiciones resaltan por una estética composicional minimalista y un distintivo carácter religioso o espiritual.
Con la popularidad creciente de la música minimalista en los años 60 y 70, que rompió bruscamente con la estética musical de serialismo y música aleatoria, muchos compositores, basándose en el trabajo de compositores como Terry Riley, Philip Glass y Steve Reich, empezaron a trabajar con ideas más tradicionales de armonía y melodía sencillas, en un marco radicalmente simplificado. Esta transición se vio como un aspecto de posmodernismo musical o neorromanticismo, esto es, un regreso  al lirismo del siglo XIX.
En los años 70 y continuando en los 80 y 90, varios compositores, muchos de los cuales habían trabajado anteriormente en música serial o experimental, empezaron a trabajar con ideales estéticos similares – materiales composicionales radicalmente simplificados, una base fuerte en tonalidad o modalidad, y el uso de melodías sencillas , repetitivas – pero incluyendo una orientación explícitamente religiosa. Muchos de estos compositores buscaban inspiración en la música medieval y renacentista, o en la música litúrgica de las Iglesias ortodoxas del Este, algunos de los cuales emplean solo a capela en sus servicios. Ejemplos incluyen Arvo Pärt (un estonio ortodoxo), John Tavener (un compositor británico convertido a la ortodoxia griega), Henryk Górecki (un católico polaco), Alan Hovhaness  (el primer minimalista místico), Sofía Gubaidulina, Giya Kancheli, Hans Otte, Pēteris Vasks y Vladimír Godár.
A pesar de ser agrupados juntos, los compositores suelen rechazar el término, y de ninguna manera forman una "escuela" de asociados cercanos. Sus ampliamente distintas nacionalidades, creencias religiosas, e inspiraciones composicionales hacen el término problemático, pero su uso está muy extendido, entre musicólogos y críticos de música, principalmente debido a la falta de un término mejor.